# Đội quân thứ năm

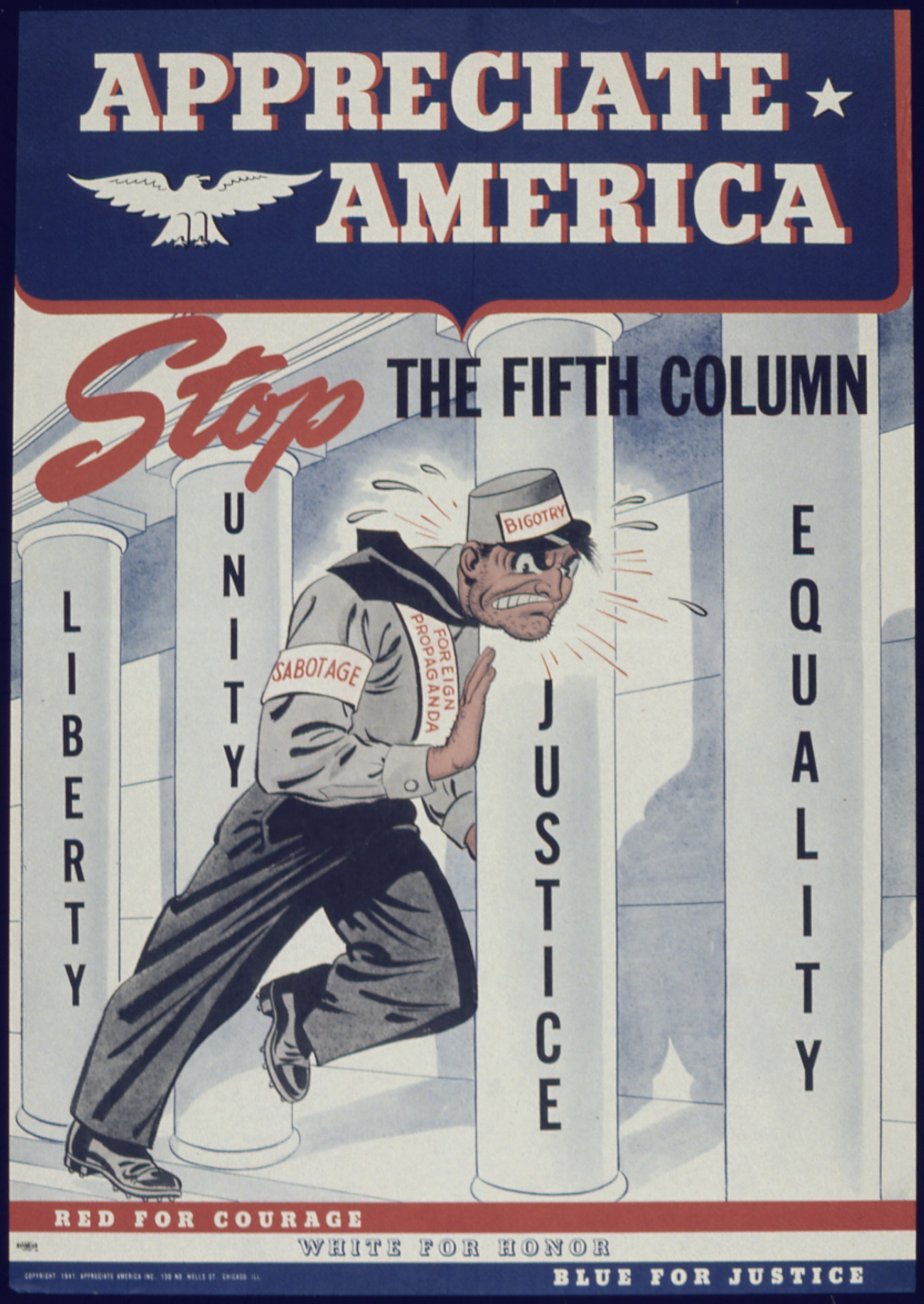
Áp-phích Đại chiến thế giới thứ hai ở Hoa Kỳ.

Đội quân thứ năm là tên gọi chung chỉ các các phần tử phản cách mạng như nhóm người làm phản làm loạn cùng gián điệp và phần tử phá hoại mà hoạt động ở hậu phương nước Cộng hoà Đệ nhị Tây Ban Nha trong khoảng thời gian Nội chiến Tây Ban Nha từ năm 1936 đến năm 1939. Tháng 10 năm 1936, lúc phiến quân Tây Ban Nha và quân đội phát-xít Đức và Ý liên hợp tiến đánh Madrid - thủ đô nước Cộng hoà Đệ nhị Tây Ban Nha, tướng lĩnh phiến quân Gonzalo Queipo de Llano nói lớn tiếng ở trong một lần phát thanh, bốn tung đội của ông đang tiến đánh Madrid, nhưng thực ra tung đội thứ năm đã đợi chờ ở thủ đô. Sau này tung đội thứ năm lập tức biến thành là tên gọi phổ thông của gián điệp - nhóm người làm phản làm loạn và tay sai chó săn mà chủ nghĩa đế quốc mua chuộc thu nhận lúc tiến hành lật đổ ở nước khác. Tung đội thứ năm chỉ đoàn thể tiến hành phá hoại bên trong, "lí ứng ngoại hợp" với phía địch, liệu tính mong muốn lật đổ và phá hoại sự đoàn kết quốc gia mà không từ một thủ đoạn gì. Bây giờ dùng để xưng hô rộng khắp gián điệp phía địch ẩn nấp, giấu kín ở bên trong đối phương và vẫn chưa tiết lộ, bóc trần.